# Leapmotor B01
Leapmotor B01 ― компактний седан, що виробляється китайською компанією Leapmotor з 2025 року.

## Опис

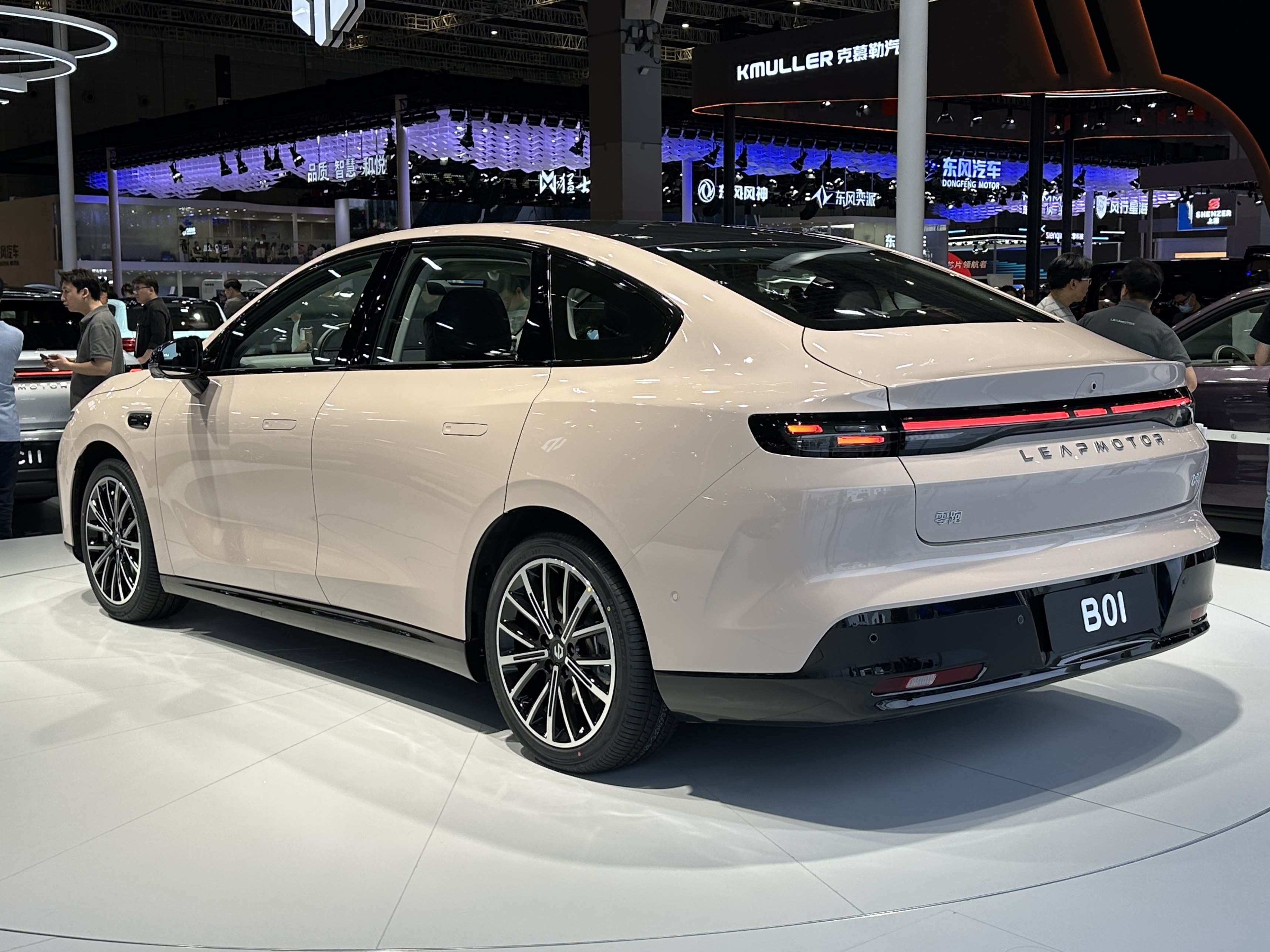

B01 представили на автосалоні в Шанхаї 2025.
Він використовує ту саму платформу LEAP 3,5, що і недавно представлений B10.
В інтер'єрі використовується 14,6-дюймовий сенсорний екран з роздільною здатністю 2,5K та 8,8-дюймовий цифровий кластер, який підтримує оновлення через бездротову мережу. 
Сенсорний екран працює на базі чіпа Qualcomm Snapdragon 8155 у більшості моделей та Snapdragon 8295 у моделях вищого класу. 
B01 також оснащений системою атмосферного освітлення з 256 кольорами. Вищі комплектації отримують систему LiDAR та чіпи Qualcomm Snapdragon 8650. У всіх комплектаціях використовуються регульовані передні сидіння з підігрівом та вентиляцією. 

## Силовий агрегат
Як і B10, B01 доступний з двома задньопривідними електричними силовими агрегатами, причому обидві моделі використовують архітектуру заряджання 800 В. Базова модель використовує електродвигун потужністю 132 кВт (177 к.с.), встановлений на задній осі, тоді як у всіх інших комплектаціях використовується двигун потужністю 160 кВт (215 к.с.), встановлений таким самим чином. 
У всіх комплектаціях використовуються акумулятори LFP ємністю 56,2 кВт⋅год та 67,1 кВт⋅год, крім базової комплектації, яка доступна лише з акумулятором ємністю 56,2 кВт⋅год.  Моделі з акумулятором ємністю 56,2 кВт⋅год можуть проїхати 510 кілометрів на одному заряді, тоді як моделі з акумулятором ємністю 67,1 кВт⋅год можуть проїхати 600 кілометрів на одному заряді. Швидка зарядка постійним струмом від 30% до 80% займає близько 20 хвилин, незалежно від того, який акумулятор встановлений в автомобілі. 